# 藤原盛房
藤原 盛房（ふじわら の もりふさ）は、平安時代後期の貴族・歌人。藤原北家山蔭流、越後守・藤原定成の子。官位は従五位下・肥後守。

## 経歴
参議・藤原安親の曾孫に当たる。応徳3年（1086年）六位蔵人に補任。寛治元年（1087年）大膳亮、次いで式部少丞に任ぜられ、寛治6年（1092年）従五位下・肥後守に叙任される。歌人として知られ、関白・藤原師通の歌会に参加した際の作が『金葉集』に一首入選している。

## 系譜
- 父：藤原定成
- 母：不詳
- 妻：不詳
  - 男子：藤原時政